# João Martins Bonilha
João Martins Bonilha foi um bandeirante.
Integrou a famosa bandeira de João Mendes Geraldo. Sua família é descrita por Silva Leme no volume VII, página 272 de sua Genealogia Paulistana.
Era filho de André Martins Bonilha, espanhol vindo ao Brasil na armada de Diogo Flores de Valdés em 1583, que participou de muitas bandeiras e ocupou vários cargos do governo em São Paulo e faleceu no sertão em 1613, e de Justa Maciel, filha de João Maciel e de Paula Camacho, tronco dos Macieis em São Paulo.
Casou-se em São Paulo, no ano de 1639 com Adriana Barreto, filha de Diogo Barbosa do Rego, natural de Portugal e falecido em Guaratinguetá em 1661 e de Branca Raposo; morreu com geração em 1658. Teve dois filhos legítimos e um natural:
- Diogo Barbosa do Rego[4], casado com Maria Rodrigues, filha de João Pires e de Mécia Rodrigues;
- João Martins Bonilha[6], casado com Maria Correia de Moraes, filha de Lourenço Correia de Lemos e de Rufina de Moraes.

E em solteiro, teve a filha:
- Maria Martins Bonilha[7], casada com Antônio Barreto.